# Bob Henrit
Bob Henrit, né Robert Henrit le 2 mai 1944 à Broxbourne, est un batteur anglais.

## Biographie
En 1968, il fait partie des membres fondateurs d'Argent. Lorsque Rod Argent, leader du groupe, le quitte, en 1976, les trois membres restants (Henrit, le bassiste Jim Rodford et le guitariste John Verity) continuent brièvement à jouer ensemble sous le nom de Phoenix.
Henrit joue ensuite pour divers musiciens, apparaissant notamment sur les albums solos de Dave Davies. En 1984, il remplace Mick Avory au sein des Kinks, où il retrouve Jim Rodford. Tous deux restent membres du groupe jusqu'à sa dissolution, en 1996.